# أليوت ر. بيترز
أليوت ر. بيترز (بالإنجليزية: Elliot R. Peters)‏ هو محامي أمريكي، ولد في 17 أبريل 1958 في نيويورك في الولايات المتحدة.

## وصلات خارجية
- الموقع الرسمي